# Приз Известий 1972
Приз Известий 1972 — міжнародний хокейний турнір у СРСР, проходив 16—23 грудня 1972 року в Москві. У турнірі брали участь національні збірні: СРСР, Чехословаччини, Польщі, Фінляндії та Швеції.

## Результати та таблиця
| 1 | СРСР           | ~    | 8:4 | 10:2 | 11:3 | 5:1 | 4 | 4 | 0 | 0 | 34—10 | 8 |
| 2 | Чехословаччина | 4:8  | ~   | 2:2  | 1:1  | 3:0 | 4 | 1 | 2 | 1 | 10—11 | 4 |
| 3 | Швеція         | 2:10 | 2:2 | ~    | 3:1  | 2:2 | 4 | 1 | 2 | 1 | 9—15  | 4 |
| 4 | Фінляндія      | 3:11 | 1:1 | 1:3  | ~    | 3:2 | 4 | 1 | 1 | 2 | 8—17  | 3 |
| 5 | Польща         | 1:5  | 0:3 | 2:2  | 2:3  | ~   | 4 | 0 | 1 | 3 | 5—13  | 1 |

М — підсумкове місце, І - матчі, В — перемоги, Н — нічиї, П — поразки, Ш — закинуті та пропущені шайби, О — очки

## Найкращі гравці турніру
| Найкращий воротар  | Валерій Косиль   |
| Найкращий захисник | Олдржих Махач    |
| Найкращий нападник | Володимир Петров |

## Найкращий бомбардир
- Володимир Петров 12 (5+7)